# Gümüşhane (stad)
Gümüşhane is de hoofdstad van het gelijknamige district en de provincie Gümüşhane in Turkije. De plaats telt 54.341 inwoners. Het is een kleine stad met een lange geschiedenis. De stad en haar omstreken zijn vanuit economisch oogpunt met name belangrijk voor de export vanuit de noordelijke havenstad Trabzon.

## Naam
Gümüşhane betekent letterlijk Huis van Zilver. (van het Turks gümüş (zilver) en het Perzische hane (huis). De naam is afgeleid van de lokale zilvermijnen. De stad heeft vele namen gehad, zoals Chaldie, Argyròpolis (zilverstad in het Grieks), Thera en Canca.

## Geschiedenis
Bewoning in het gebied gaat vele duizenden jaren terug. Georgische en Griekse pastorale nomaden arriveerden enkele duizenden jaren geleden. De stad zelf werd in 700 v.chr. als Thyra gesticht door Griekse kolonisten uit Ionië. Het gebied werd later zeer belangrijk voor het Romeinse Rijk. De oude stad Salata (in het huidige Sadak) was de belangrijkste legerbasis in het oostelijke deel van het rijk. Daarna werd het gebied deel van het Byzantijnse Rijk, het Keizerrijk Trebizonde en het Ottomaanse Rijk. De stad werd tussen 1916 en 1918 bezet door het Russische Rijk. Na de Turkse onafhankelijkheidsoorlog werden de christelijke Grieken uit Gümüşhane met Griekenland uitgeruild tegen Turken uit Griekenland. Tegenwoordig zijn er vrijwel geen Orthodoxe christenen meer in het district.

## Geografie
Gümüşhane is omsingeld door hoge bergen, het Ziganagebergte ten noorden, de Çimen bergen ten zuiden, de Giresun bergen ten westen en de Pulur en Soğanlı-bergen ten oosten. De hoogste piek in het Ziganagebergte in in Gümüşhane de Abdal Musa piek met 3331 meter. Zo'n 56% van de provincie Gümüşhane is bergachtig. Beneden de bomengrens vindt men voornamelijk coniferen. Er zijn ook veel meren in het district, waarvan sommige als nationale parken zijn aangeduid.

## Bezienswaardigheden
De stad en de provincie zijn niet toeristisch, het is schaars bewoond en bergachtig. Het gebied is met name populair onder wandelaars door zijn grote natuurlijke schoonheid. Zigana, Taşköprü, Artabel, Şiran en Kalis zijn vlakke zomerweiden (yayla) boven de bomengrens waar elke zomer festivals worden gehouden. In Gümüşhane bevinden zich vele oude kerken en moskeeën zoals de Santa Çakallı, Santa Terzili, Samamoni en de kerken van Theodor.

## Klimaat
Gümüşhane heeft een mild landklimaat met strenge winters en warme en vochtige zomers. In de zomer stijgt de middagtemperatuur tot boven 30°C, terwijl de nachttemperatuur door de grote hoogte veel lager ligt. In de winter daalt de temperatuur gemiddeld tot -10°C en soms wel tot -30°C

## Verkeer en vervoer

### Wegen
Gümüşhane ligt aan de nationale weg D885.
- Gemeinsame Normdatei: 4488374-2
- Library of Congress Control Number: n90645186
- Nationale Bibliotheek van Israël: 987007565279805171
- TDVİA: gumushane
- Virtual International Authority File: 134999297
- WorldCat: E39PBJtRHFvhcMf9j7pQK6Kjmd